# Hans Drake
Hans Drake, död 2 oktober 1653 i Målilla socken, var en svensk militär och landshövding. Han var son till Arvid Knutsson Drake.
Hans Drake var 1617 löjtnant och 1619 kapten för en fana västgötaknektar. Från 1619 var han även häradshödning i Håbo härad, även om han aldrig kom att tjänstgöra som domare. 1623 var han kapten vid Johan Henriksson Reuters regemente av västgötar och 1624-1629 överstelöjtnant vid Nils Ribbings regemente. I denna positionen deltog han i den lyckade stormningen av Braunsberg 28 juni 1626. Hösten 1628 deltog Hans Drake under Frans Bernhard von Thurns befäl i övergången av Weichsel vid Neuenburg och sårades natten mellan 4 och 5 september då Neuenburg besattes. 1630-1638 var han överste och chef för Kronobergs regemente. 1632-1633 var han kommenderad till Kalmar där han biträdde ståthållarna på slottet Mattias Soop och Bengt Kafle.
Våren 1635 sändes Hans Drake över till Tyskland där han först tjänstgjorde i Preussen. Till hösten skickades han till Pommern och ställdes där under Lennart Torstensons befäl. Från januari tjänstgjorde han i garnisonen i Magdeburg, och i april var han tillsammans med Salomon Adam stadens kommendant. I juli samma år tvingades han dock kapitulera sedan staden belägrats av kursachsiska trupper under Melchior von Hatzfeldts befäl. Själv menade att brist på krut var orsaken, men Johan Banér menade att förråden varit goda och fick stöd hos krigsrätten, och de båda dömdes till döden. Senare benådades de genom ingripande från Clas Larsson Fleming för sina tidigare förtjänsters skull. Våren 1638 förordnades Drake att ordna med utskrivningar i Sverige. 1639 blev han dock överste för Västerbottens regemente och 1642 slottshauptmann på Nöteborg. 1645-1651 var han landshövding över Koporje, Jama och Ivangorods län med Allertacken i Wierland med residens i Narva. I samband med beslutet att förflytta Ivangorods ryska befolkning till Narva framhöll underståthållaren Peder Larsson Alebeck (senare adlad Örneklou) i brev till Axel Oxenstierna att Drake var för mild och att man genom hövlighet inte kom någonstans med ryssarna. Drake hade även till uppgift att rapportera om politiska händelser i Ryssland. Under sina sista år levde han på sitt gods Hagelsrum.